# Zosino (obwód witebski)
Zosino (biał. Зосіна, Zosina; ros. Зосинское, Zosinskoje) – nieistniejąca osada na Białorusi.

## Historia
W 1870 roku osada leżała w wołoście Postawy, w powiecie dziśnieńskim guberni wileńskiej Imperium Rosyjskiego. Był to majątek należący do hrabiego Tyzenhauza. 
W 1895 roku folwark Zosin nad rzeką Łuczajką leżał w okręgu wiejskim Zosin w gminie Postawy, 106 wiorst od Dzisny. W folwarku znajdował się 1 dom, mieszkało 25 mieszkańców. W skład okręgu wiejskiego Zosin wchodziły wsie: Czerty (Czorty), Kałuki, Koroćkowo (Korotkowo), Kościenie (Kostenie), Puszkary, Siwce, Wołochy i Zabrodzie. W 1865 roku w okręgu mieszkało 321 dusz rewizyjnych.
W dwudziestoleciu międzywojennym osada leżała w granicach II Rzeczypospolitej w gromadzie Pietrahy, w gminie wiejskiej Postawy, w powiecie postawskim, w województwie wileńskim. W 1930 r. wchodziła w skład majątku Józefa Przeździeckiego.
Według Powszechnego Spisu Ludności z 1921 roku zamieszkiwało tu 39 osób, 10 było wyznania rzymskokatolickiego a 20 prawosławnego. Jednocześnie wszyscy mieszkańcy zadeklarowali białoruską przynależność narodową. Były tu 3 budynki mieszkalne. W 1931 w 19 domach zamieszkiwały 84 osoby.
Wierni należeli do parafii rzymskokatolickiej i prawosławnej w Postawach. Miejscowość podlegała pod Sąd Grodzki w Postawach i Okręgowy w Wilnie; właściwy urząd pocztowy mieścił się w m. Słoboda.
W 1938 roku miejscowość należała do gromady Piertahy gminy Postawy.
Po agresji ZSRR na Polskę w 1939 roku wieś znalazła się w granicach BSRR. W latach 1941–1944 była pod okupacją niemiecką. Następnie leżała w BSRR. Od 1991 roku w Republice Białorusi.